# Дзежгув (Свентокшиське воєводство)
Дзежгув (пол. Dzierzgów) — село в Польщі, у гміні Радкув Влощовського повіту Свентокшиського воєводства.
Населення — 199 осіб (2011).
У 1975-1998 роках село належало до Ченстоховського воєводства.

## Демографія
Демографічна структура на день 31 березня 2011 року:
|          | Загалом | Допрацездатний вік | Працездатний вік | Постпрацездатний вік |
| -------- | ------- | ------------------ | ---------------- | -------------------- |
| Чоловіки | 97      | 14                 | 70               | 13                   |
| Жінки    | 102     | 18                 | 52               | 32                   |
| Разом    | 199     | 32                 | 122              | 45                   |